# 莱萨热特
莱萨热特（法語：Les Agettes）是瑞士瓦萊州的市镇，位於該國南部，面積5.09平方公里，海拔高度1,002米，2011年人口338，八成半人口信奉羅馬天主教，人口密度每平方公里66人。